# مجید جهان‌دیده
مجید جهان‌دیده (زادهٔ ۱۶ مرداد ۱۳۴۷) کشتی‌گیر اهل ایران است. او در مسابقات ۵۲ کیلوگرم فرنگی مردان در بازی‌های المپیک تابستانی ۱۹۹۲ شرکت کرد.
وی در مسابقات کشوری و بین‌المللی در مجموع برندهٔ ۱ مدال برنز شده‌است.